# Paul Dietrich Giseke
Paul Dietrich von Giseke (8 de diciembre de 1741, Hamburgo - 26 de abril de 1796, ibíd.) fue un botánico germano, y médico, docente y bibliotecario.
Giseke comienza sus estudios en el "Academic Gymnasium de Hamburgo". En 1764 asiste a la Universidad de Gotinga, graduándose en 1767. Posteriormente expediciona por Francia y Suecia donde tiene encuentros con Linneo (1707-1778), pasando a ser discípulo y gran amigo. Giseke jugó un gran rol en la introducción del método linneano a Alemania.
Luego retorna a Hamburgo donde hace práctica de la Medicina, y en diciembre de 1771 será Profesor de Historia Natural, Física, de Poética y de Oratoria en el "Academic Gymnasium de Hamburgo".
En 1784 secundará al bibliotecario Martin Frederick Pitiscus (1722-1794), y a su muerte y antes de la propia en 1796, será primer bibliotecario de la "Biblioteca Pública de Hamburgo", hoy "Biblioteca Nacional de Hamburgo".

## Obra[1]
- Icones plantarum,[2] partes, colorem, magnitudinem et habitum earum ex amussim exhibentes adiectis nominibus Linnaeanis,ediderunt P. P. Giesecke, J. D. Schultze, A. A. Abendroth et J. V. Buck.[3] Opera et sumptibus J. von Döhren,[4] Hamburgo, 1777, (unvollendet)[5][6]

- Memoria Joannis Wunderlich, 1778

- Momentum Joannis Schlüter, 1779

## Honores
Póstumamente en 1798 Giseke es aceptado como miembro de la "Academia Germana de Naturalistas Leopoldina".

### Eponimia
Linneo nombrará la familia de Gisekiaceae en su honor, y al género Gisekia L..
- La abreviatura «Giseke» se emplea para indicar a Paul Dietrich Giseke como autoridad en la descripción y clasificación científica de los vegetales.[7]